# Десант в порт Юки
Десант в Юки 11 августа 1945 года — тактический морской десант, высаженный кораблями советского Тихоокеанского флота в ходе советско-японской войны.

## План операции
Планируя наступление советских войск 25-й армии 1-го Дальневосточного фронта (командующий Маршал Советского Союза К. А. Мерецков) по корейскому побережью, советское командование придавало большое значение срыву эвакуации японских войск и материальных ценностей из корейских портов в Японию. В условиях успешно начавшегося наступления, было решено сорвать такие попытки путём высадки серии десантов в порты на северном побережье Кореи. Высадка была возложена на командующего Тихоокеанским флотом адмирала И. С. Юмашева. Первым таким портом стал расположенный ближе всех к советской границе порт Юки (ныне Унги), затем планировались высадки в Расин (Расон) и Сейсин (Чхонджин).
9 августа и 10 августа по порту наносила удары советская авиация и торпедные катера, в результате потоплено до 12 транспортов (по советским данным), нанесен урон системе противовоздушной обороны и портовым сооружениям. 11 августа 1945 года Тихоокеанский флот начал высадку в Юки.
Для проведения операции был выделен 140-й разведывательный отряд штаба Тихоокеанского флота, 75-й батальон из 13-й бригады морской пехоты (командир батальона майор И. П. Маркин), часть сил 390-го отдельного батальона автоматчиков (783 человека). Отряд кораблей включал восемь торпедных катеров, два эскортных корабля ЭК-7 и ЭК-9 (полученных из США по ленд-лизу), два тральщика и 2 сторожевых катера. Командир высадки — контр-адмирал Н. С. Ивановский.
Накануне высадки катера дивизиона 59-го Посьетского пограничного отряда скрытно высадили в районе Юки разведгруппу из числа пограничников, установившую наблюдение за портом и передававшую по радиосвязи данные об остановке советскому командованию.

## Ход операции
В 15:00 11 августа передовой отряд (2 торпедных катера с разведгруппой в 54 человека, командир группы прославленный североморский разведчик Герой Советского Союза старший лейтенант В. Н. Леонов) вышли из бухты Новик (остров Русский) и направились к месту высадки. Дневное время было выбрано для перехода ввиду тумана и ветра силой 5 баллов, что исключало противодействие японской авиации и делало маловероятным столкновение с японским флотом. Около 17:00 туда же вышел второй отряд (2 торпедных катера, на борту 70 разведчиков под командованием капитана 3-го ранга Г. П. Колюбакина). В 19:10 первый отряд вошёл в порт и обнаружил, что он оставлен противником. Разведчики заняли порт и подготовились к обороне, но противник не появился.
Переход в Юки главных сил десанта начался в ночь 12 августа на был перенесён на следующий день и завершен  к 20 часам. Ещё утром 12 августа к городу вышли передовые части войск 25-й армии (командующий генерал-полковник И. М. Чистяков), продолжившие движение на юг.
Порт Юки был использован как передовая база флота — в него было спешно переброшено 13 торпедных катеров — и как исходный пункт последующих боевых операций.